# 2424 Tautenburg
2424 Tautenburg è un asteroide della fascia principale. Scoperto nel 1973, presenta un'orbita caratterizzata da un semiasse maggiore pari a 2,3494401 UA e da un'eccentricità di 0,1343358, inclinata di 8,91347° rispetto all'eclittica.
L'asteroide è dedicato all'omonima località tedesca.